# Тироль, Константин Петрович
Константин Петрович Тироль (ок. 1815 — 24 ноября 1854, Севастополь) — русский военный моряк, участник двух войн: Кавказской и Крымской, герой обороны Севастополя. Капитан-лейтенант (1852). Брат военных моряков Александра, Михаила и Павла Тиролей.

## Биография
Родился около 1815 года. Вероятно, немец по национальности, уроженец Лифляндской губернии. В 1827 году поступил в Морской кадетский корпус, который окончил в 1835 году с чином гардемарина. Следующие два года служил на кораблях Балтийского флота «Березина» и «Император Александр I», после чего был произведён в мичманы и направлен служить на Черноморский флот.
В качестве офицера одного из военных кораблей (фрегатов) Черноморского флота, Константин Тироль участвовал в сражении с горцами у Адлера и за отличие был награждён аннинским оружием. С 1838 по 1842 год, фрегат, на котором служил Тироль, продолжал крейсировать вдоль береговой линии к югу от Новороссийска вплоть до Сухума, неоднократно участвуя в перестрелках с убыхскими и черкесскими отрядами. За отличия в этих боевых действиях Константин Тироль был награжден орденом святого Станислава 3-й степени и чином лейтенанта (1842).
В 1843—1851 годах лейтенант Тироль продолжал служить на различных судах Черноморского флота: плавал из Одессы в Константинополь, крейсировал вдоль Кавказского побережья. В 1852 году был произведён в капитан-лейтенанты и назначен командиром брига «Персей», на котором вышел в Эгейское а затем в Средиземное море, однако слухи о предстоящей войне заставили его вернуться в Чёрное море. 
В 1854 году Константин Тироль был назначен командиром фрегата «Месемврия». В начале Крымской войны, фрегат стоял на рейде Севастополя и был затоплен, наряду с другими кораблями, чтобы преградить противнику вход на севастопольский рейд. После этого Тироль со своей командой моряков поступил в состав севастопольского гарнизона и был назначен командиром 1-го отделения 5-го бастиона. 
Был известен своим бесстрашием и личной храбрость, популярен среди личного состава. 24 ноября 1854 года, находясь на одном из самых опасных мест, был смертельно ранен вражеской пулей и вечером того же дня скончался.

## Награды
- Аннинское оружие (ок. 1837)
- Орден Святого Станислава 3 степени (1842)